# Леметь (село)
Леме́ть — село в составе рабочего посёлка Ардатова в Ардатовском районе Нижегородской области.

## Этимология
Название села происходит от одноимённой реки, на которой оно стоит. Происхождение названия реки в свою очередь имеет множество вариантов толкования:
- согласно одному из них, оно происходит от мордовского слова лемзер — «черёмуха»[3][5][6];
- по другой версии, название реки происходит от финно-угорского корня leme/lume — «клей», «вязкий», которое может обосновываться характером дна реки[5];
- по третьей версии, название гидронима имеет в своей основе эрзянский корень лём — «пойма»[6];
- ещё по одной версии название может происходить от тюркского родового термина лямеэс[7];
- существует также версия происхождения топонима от мордовского мужского языческого мужского имени Лемесь[3].

## История
Время основания села пока не установлено, известно, что каменная церковь Троицы была построена в 1725 году. На 1859 год в селе проживало 550 жителей в 65 дворах. До 1861 года село принадлежало помещикам Соловцовым. После земской реформы Александра II 1860-х годов село относилось ко второму полицейскому стану Ардатовского уезда Нижегородской губернии. Перепись 1897 года зафиксировала в селе 843 жителей, исключительно православных.

## Географическое положение
Село Леметь находится на юго-западе Нижегородской области России, в 5 км к северу от рабочего посёлка Ардатова, на обоих берегах реки Лемети. В 3 км к востоку проходит шоссе Ардатов — Саконы — Мухтолово. Село связано дорогами местного значения с деревнями Ужовка (3 км к северо-западу) и Обход (3 км к юго-западу) и селом Поляна (4 км к юго-востоку). На реке Лемети в границах посёлка имеются два брода. 
Высота над уровнем моря — около 139 метров. 
Село Леметь, как и вся Нижегородская область, находится в часовой зоне МСК (московское время). Смещение применяемого времени относительно UTC составляет +3:00.

## Административная принадлежность
Село Леметь входит в состав административно-территориального образования Рабочий посёлок Ардатов Ардатовского муниципального округа Нижегородской области Российской Федерации.

## Климат
Село находится в зоне умеренно-континентального климата, который характеризуется холодной продолжительной зимой и тёплым, но достаточно коротким летом. За год выпадает в среднем 450—550 мм осадков, из них 68 % — в виде дождя и 32 % — в виде снега. Среднегодовая относительная влажность воздуха — 76 %. Снежный покров достигает 50 см, а в особо снежные зимы может достигать одного метра и более.
Весна приходит резко, обычно к середине апреля, при этом вплоть до середины мая нередки заморозки. Лето сравнительно короткое и достаточно жаркое — в отдельные годы температура может достигать 36 °C. Шапка лета приходится на июль. В конце весны и лета нередки грозы — их может случаться до 20 за год, почти каждый год выпадает град. Осень приходит в сентябре и стоит до начала ноября, но уже в сентябре нередки заморозки. Зима наступает в начале ноября и продолжается до середины марта. Обычно первый снег выпадает в октябре и держится в течение пяти месяцев, сходит к 10—15 апреля. Почва промерзает на глубину 70—90 см.
Вегетационный период составляет 189 дней, продолжительность безморозного периода — 137 дней.

## Население
| Численность населения | Численность населения | Численность населения | Численность населения | Численность населения | Численность населения | Численность населения | Численность населения | Численность населения | Численность населения | Численность населения |
| 1751                  | 1784                  | 1859                  | 1890                  | 1897                  | 1912                  | 1916                  | 1999                  | 2002                  | 2010                  | 2021                  |
| --------------------- | --------------------- | --------------------- | --------------------- | --------------------- | --------------------- | --------------------- | --------------------- | --------------------- | --------------------- | --------------------- |
| 308                   | ↗436                  | ↗547                  | ↗693                  | ↗843                  | ↗1079                 | ↘1045                 | ↘442                  | ↘337                  | ↘236                  | ↘159                  |

## Инфраструктура
Основное предприятие села, бывший колхоз, ныне СПК «Леметь», действует сельхозпредприятие ООО «Леметь».
В селе пять улиц: Заречная, Луговая, Молодёжная, Набережная и Новая. Улицы повторяют русло реки, две из них (Заречная и Луговая) расположены на правом берегу, три на левом. Заречная и Набережная улицы идут в направлении с запада на восток, остальные — с севера на юг. 

## Социальная сфера
В селе есть средняя школа.